# Noordse combinatie op de Olympische Winterspelen 2002
Noordse combinatie is een van de sporten die beoefend werden tijdens de Olympische Winterspelen 2002 in Salt Lake City.

## Heren

### Individueel
| rang   | sporter(s)       | land | sprong (ptn) | 15 km (tijd) | verschil |
| ------ | ---------------- | ---- | ------------ | ------------ | -------- |
| Goud   | Samppa Lajunen   | FIN  | 257.0        | 38:18.7      | 39:11.7  |
| Zilver | Jaakko Tallus    | FIN  | 267.5        | 39:36.4      | + 24.7   |
| Brons  | Felix Gottwald   | AUT  | 235.0        | 37:23.5      | + 54.8   |
| 4      | Ronny Ackermann  | GER  | 254.0        | 39:19.8      | + 1:16.1 |
| 5      | Björn Kircheisen | GER  | 232.0        | 37:57.9      | + 1:44.2 |
| 6      | Mario Stecher    | AUT  | 258.0        | 40:42.8      | + 2:19.6 |
| 7      | Todd Lodwick     | USA  | 240.5        | 39:24.4      | + 2:27.7 |
| 8      | Kristian Hammer  | NOR  | 221.5        | 37:50.8      | + 2:29.1 |

### Sprint
| rang   | sporter(s)      | land | sprong (ptn) | 7.5 km (tijd) | verschil |
| ------ | --------------- | ---- | ------------ | ------------- | -------- |
| Goud   | Samppa Lajunen  | FIN  | 123.8        | 16:40.1       | 16:40.1  |
| Zilver | Ronny Ackermann | GER  | 119.9        | 16:34.1       | + 9.0    |
| Brons  | Felix Gottwald  | AUT  | 110.3        | 16:29.3       | + 40.2   |
| 4      | Jaakko Tallus   | FIN  | 119.0        | 17:07.9       | + 45.8   |
| 5      | Todd Lodwick    | USA  | 109.0        | 16:36.1       | + 52.0   |
| 6      | Daito Takahashi | JPN  | 114.4        | 17:02.9       | + 57.8   |
| 7      | Hannu Manninen  | FIN  | 104.7        | 16:30.7       | + 1:02.6 |
| 8      | Andy Hartmann   | SUI  | 104.2        | 16:30.7       | + 1:04.6 |

### Team
| rang   | sporter(s)                                                         | land | sprong (ptn)            | 5 km (tijd)                     | verschil |
| ------ | ------------------------------------------------------------------ | ---- | ----------------------- | ------------------------------- | -------- |
| Goud   | Jari Mantila Hannu Manninen Jaakko Tallus Samppa Lajunen           | FIN  | 225.0 233.0 252.0 257.5 | 12:49.9 11:28.1 12:14.1 12:10.1 | 48:42.2  |
| Zilver | Björn Kircheisen Georg Hettich Marcel Höhlig Ronny Ackermann       | GER  | 220.0 207.5 224.0 242.0 | 11:48.0 11:49.0 11:46.3 11:35.4 | + 7.5    |
| Brons  | Christoph Bieler Michael Gruber Mario Stecher Felix Gottwald       | AUT  | 239.0 215.0 244.0 240.5 | 12:26.9 11:57.6 12:11.4 11:33.3 | + 11.0   |
| 4      | Todd Lodwick Bill Demong Johnny Spillane Matt Dayton               | USA  | 239.5 249.0 215.5 201.0 | 12:07.7 11:58.3 12:23.7 11:50.4 | + 1:11.9 |
| 5      | Sverre Rotevatn Lars Andreas Østvik Jan Rune Grave Kristian Hammer | NOR  | 182.5 185.5 214.5 209.0 | 11:57.4 11:27.0 11:48.6 11:45.1 | + 2:39.9 |
| 6      | Frèdèric Baud Ludovic Roux Kevin Arnould Nicolas Bal               | FRA  | 203.5 218.0 217.0 208.0 | 11:59.9 12:11.6 12:36.1 11:45.9 | + 2:53.3 |
| 7      | Andreas Hurschler Ronny Heer Jan Schmid Ivan Rieder                | SUI  | 205.0 232.0 213.0 213.0 | 11:54.2 12:07.5 12:44.7 12:44.5 | + 3:25.7 |
| 8      | Kenji Ogiwara Gen Tomii Satoshi Mori Daito Takahashi               | JPN  | 214.5 228.0 214.0 244.5 | 12:33.2 12:52.5 12:35.2 12:45.6 | + 3:44.3 |

## Medaillespiegel
| rang | land       | goud | zilver | brons | totaal |
| ---- | ---------- | ---- | ------ | ----- | ------ |
| 1    | Finland    | 3    | 1      | 0     | 4      |
| 2    | Duitsland  | 0    | 2      | 0     | 2      |
| 3    | Oostenrijk | 0    | 0      | 3     | 3      |
|      |            | 3    | 3      | 3     | 9      |